# Zintegrowany Rejestr Kwalifikacji
Zintegrowany Rejestr Kwalifikacji (ZRK, ang. integrated qualifications register, IQR) – publiczny rejestr obejmujący różne rodzaje kwalifikacji nadawanych w Polsce i włączonych do Zintegrowanego Systemu Kwalifikacji.  

## Opis
Kwalifikacje wpisywane są do ZRK niezależnie od tego, czy zostały już ujęte w innych rejestrach kwalifikacji, prowadzonych na potrzeby poszczególnych resortów, branż, środowisk i instytucji. Obecność kwalifikacji w Zintegrowanym Rejestrze oznacza, że jej wiarygodność została potwierdzona przez władze publiczne oraz że danej kwalifikacji przypisano poziom Polskiej Ramy Kwalifikacji (PRK). Tym samym każda zarejestrowana kwalifikacja (zarówno „pełna”, jak i „cząstkowa”) będzie mieć odniesienie do poziomu w Europejskiej Ramie Kwalifikacji. Kwalifikacje niewpisane do ZRK nie mogą mieć przypisanego poziomu PRK.  
Warunki wpisania kwalifikacji do ZRK zostały określone w przepisach prawa, a opis każdej kwalifikacji w ZRK prezentowany jest według tego samego schematu. Rejestr działa w postaci repozytorium, w którym przechowywane są w formie elektronicznej wszystkie dane dotyczące ujętych w nim kwalifikacji. Dlatego można powiedzieć, że rejestr pełni rolę szczególnego rodzaju „łącznika” pomiędzy podsystemami kwalifikacji funkcjonującymi wcześniej autonomicznie.
Zintegrowany Rejestr Kwalifikacji funkcjonuje w oparciu o współpracę instytucji rządowych i samorządowych, instytucji systemów oświaty oraz szkolnictwa wyższego, organizacji pracodawców, związków zawodowych, innych organizacji pracowników, organizacji obywatelskich.

## Historia ZRK
Od stycznia 2018 roku Zintegrowany Rejestr Kwalifikacji prowadzony jest przez Instytut Badań Edukacyjnych. Prace nad rozwojem ZRK realizowane są w ramach unijnego projektu „Prowadzenie i rozwój Zintegrowanego Rejestru Kwalifikacji”. Jego głównym celem jest zapewnienie sprawnego funkcjonowania rejestru oraz dbanie o jego ciągły rozwój jako kluczowego narzędzia Zintegrowanego Systemu Kwalifikacji.